# 陈子昂读书台
陈子昂读书台位于四川省射洪市城区以北23公里处的金华镇金华山上，是初唐诗人陈子昂青年时代读书之所。1980年7月7日列為四川省重新確定公布的第一批省級文物保護單位。2006年5月25日公佈為第六批全國重點文物保護單位。
金华山巍然突起，下瞰涪江，清幽秀丽。南梁时，金华山上建有金华山观。仪凤三年（公元678年）十八岁的陈子昂慨然立志，开始在金华观后读书堂读书，一直到三年后，才离开射洪，初入长安。唐大历年间，东川节度使鲜于叔明曾为陈子昂立旌德碑于读书堂前。后政局混乱，战争频发，学堂就此衰废。直到宋嘉裕年间，射洪令庞子明才在读书堂遗址上建拾遗亭。文同为此撰写了《拾遗亭记》，称“陈公读书台旧基，构大屋四楹，题之曰拾遗亭。”
明初，拾遗亭已毁。清道光年间，读书台被迁移到金华山后梧岗，即今陈子昂读书台的位置。